# Pilularia valdiviana
Pilularia valdiviana là một loài dương xỉ trong họ Marsileaceae. Loài này được Philippi mô tả khoa học đầu tiên..
Danh pháp khoa học của loài này chưa được làm sáng tỏ. 